# Giant Bomb
Giant Bomb è un sito web e wiki statunitense di videogiochi che include video, commenti, notizie e recensioni, creato dagli ex redattori di GameSpot Jeff Gerstmann e Ryan Davis. Il sito web è stato votato dalla rivista Time come uno dei 50 migliori siti web del 2011. Originariamente parte di Whiskey Media, il sito web è stato acquisito da CBS Interactive nel marzo 2012 prima di essere venduto a Red Ventures nel 2020.

## Storia
Dopo essere stato licenziato dalla sua posizione di direttore editoriale di GameSpot, Gerstmann ha iniziato a lavorare con un team di ingegneri web per creare un nuovo sito web di videogiochi. Il suo intento era quello di creare "un sito web di videogiochi divertente" che non coprisse pesantemente il lato commerciale dell'industria dei giochi. Lo staff editoriale principale del sito è composto principalmente da ex redattori di GameSpot.
Giant Bomb è stato presentato il 6 marzo 2008 come blog; il sito completo è stato lanciato il 21 luglio 2008. Gli uffici della Giant Bomb erano situati originariamente a Sausalito, in California, e dal 26 giugno 2010 sono stati trasferiti a San Francisco. Un secondo ufficio è stato aperto a New York nel 2014.

## Contenuti
I contenuti di Giant Bomb sono creati sia dal suo piccolo staff che fornisce video e articoli sia dalla sua comunità che si espande creando e interagendo con gli strumenti e le funzioni del sito web, vale a dire un wiki-database di videogiochi, aperto alla modifica da tutti gli utenti registrati. Lo staff di Giant Bomb riporta le notizie sui videogiochi e esamina le nuove uscite. I loro podcast settimanali, il Giant Bombcast e il Giant Beastcast, vengono pubblicati rispettivamente il martedì e il venerdì e coprono le notizie e le uscite recenti nel settore dei videogiochi.